# Emilie Schindler
Emilie Schindler (ur. 22 października 1907 w Alt Moletein, zm. 5 października 2001 w Strausbergu, k. Berlina) – Niemka, żona Oskara Schindlera, która pomagała mu w uratowaniu 1200 krakowskich Żydów przed zagładą.
Urodziła się jako Emilie Pelzl w małej wsi Alt Moletein na terenie Austro-Węgier, obecnie w Czechach. W 1928 roku wyszła za mąż za Oskara Schindlera. Od 1957 roku żyli w separacji, ale nigdy się nie rozwiedli.
Emilie Schindler zmarła 5 października 2001 roku w szpitalu w Berlinie. Powodem zgonu był udar mózgu.
W 1993 Instytut Jad Waszem uhonorował Emilie i Oskara Schindlerów tytułem „Sprawiedliwy wśród Narodów Świata”.
W oscarowym filmie Lista Schindlera Stevena Spielberga w rolę Emilie Schindler wcieliła się Caroline Goodall.